# Grzebowilk (gromada)
Grzebowilk – dawna gromada, czyli najmniejsza jednostka podziału terytorialnego Polskiej Rzeczypospolitej Ludowej w latach 1954–1972.
Gromady, z gromadzkimi radami narodowymi (GRN) jako organami władzy najniższego stopnia na wsi, funkcjonowały od reformy reorganizującej administrację wiejską przeprowadzonej jesienią 1954 do momentu ich zniesienia z dniem 1 stycznia 1973, tym samym wypierając organizację gminną w latach 1954–1972.
Gromadę Grzebowilk z siedzibą GRN w Grzebowilku utworzono – jako jedną z 8759 gromad na obszarze Polski – w powiecie mińskim w woj. warszawskim, na mocy uchwały nr VI/10/7/54 WRN w Warszawie z dnia 5 października 1954. W skład jednostki weszły obszary dotychczasowych gromad Grębiszew, Grzebowilk, Iłowiec i Wólka Iłowiecka ze zniesionej gminy Glinianka, obszar dotychczasowej gromady Grabina ze zniesionej gminy Mińsk oraz wieś Borówek z dotychczasowej gromady Dąbrowa i miejscowość Chełst() z dotychczasowej gromady Kośminy ze zniesionej gminy Siennica w tymże powiecie. Dla gromady ustalono 18 członków gromadzkiej rady narodowej.
31 grudnia 1959 z gromady Grzebowilk wyłączono (a) wsie Borówek i Chełst, włączając je do gromady Siennica, (b) wsie Grabina, Iłównia i Wólka Iłówiecka, włączając je do gromady Cielechowizna oraz (c) wieś Grębiszew, włączając ją do gromady Rudzienko k/Kołbieli w tymże powiecie, po czym gromadę Grzebowilk zniesiono a jej (pozostały) obszar włączono do gromady Pogorzel tamże.